# 충동성
충동성은 심리학에서 사전 숙고, 반성 또는 결과에 대한 고려가 거의 또는 전혀 없는 행동을 나타내는 변덕에 따라 행동하는 경향이다. 충동적인 행동은 일반적으로 성공을 위한 장기적인 목표와 전략을 위태롭게 하는 "잘못된 생각, 조기 표현, 과도하게 위험하거나 종종 바람직하지 않은 결과를 초래하는 상황에 부적절"하다. 충동성은 다인자적 구성으로 분류될 수 있다. 충동성의 기능적 다양성도 제안되었는데, 이는 바람직한 결과를 초래할 수 있고 결과를 낳는 적절한 상황에서 많은 사전 고려 없이 행동하는 것을 포함한다. "그러한 행동이 긍정적인 결과를 낳을 때, 그것은 충동성의 표시가 아니라 대담함, 신속함, 자발성, 용기 또는 틀에 얽매이지 않는 표시로 간주되는 경향이 있다." 따라서 충동성의 구성에는 적어도 두 가지 독립적인 구성 요소가 포함된다. 첫째, 기능적일 수도 있고 그렇지 않을 수도 있는 적절한 양의 숙고 없이 행동하는 것이다. 둘째, 장기적인 이익보다 단기적인 이익을 선택하는 것이다.
충동성은 성격의 한 측면이자 태아 알코올 증후군(FASD), 주의력결핍 과잉행동장애(ADHD), 약물 남용 장애, 양극성 장애, 반사회성 인격장애, 경계성 인격 장애 등 다양한 장애의 주요 구성 요소이다. 충동성의 비정상적인 패턴은 후천성 뇌 손상 및 신경퇴행성 질환의 사례로도 알려져 있다. 신경생물학적 발견은 충동적인 행동과 관련된 특정 뇌 영역이 있음을 시사한다. 하지만 서로 다른 뇌 네트워크가 충동성의 다양한 발현에 기여할 수 있고 유전적 요인이 중요한 역할을 할 수도 있다.
많은 행동에는 충동성과 강박성이 모두 포함되어 있지만 충동성과 강박성은 기능적으로 구별된다. 충동성과 강박성은 각각 성급하게 행동하거나 신중하게 생각하지 않고 행동하는 경향을 나타내며 종종 부정적인 결과를 포함한다는 점에서 서로 연관되어 있다. 강박성은 한쪽 끝에는 강박성이 있고 다른 쪽 끝에는 충동성이 있는 연속체에 있을 수 있지만 연구에서는 이 점에 대해 모순적이었다. 강박성은 인지된 위험이나 위협에 대한 반응으로 발생하고, 충동성은 인지된 즉각적인 이득이나 이익에 대한 반응으로 발생하며, 강박성은 반복적인 행동을 수반하는 반면, 충동성은 계획되지 않은 반응을 수반한다.
충동성은 도박 및 알코올 중독 상태의 일반적인 특징이다. 연구에 따르면 이러한 중독이 있는 개인은 그렇지 않은 사람보다 지연된 돈을 더 높은 비율로 할인하며, 도박 및 알코올 남용이 있으면 할인에 부가적인 효과가 있는 것으로 나타났다.

## 같이 보기
- 정동 (심리학)
- 주의력결핍 과잉행동장애
- 탐닉
- 창의성
- 동인 이론
- 정서
- 감정
- 본능
- 충동조절장애